# Festival du film de Tribeca
Le festival du film de Tribeca (en anglais : Tribeca Film Festival) est un festival de cinéma indépendant américain créé en 2002 qui se déroule chaque année à Tribeca, un quartier de l'arrondissement de Manhattan, à New York.

## Historique
Le festival du film de Tribeca est créé en 2002 par la productrice Jane Rosenthal, son mari, l'investisseur immobilier et philanthrope Craig Hatkoff (en), et l'acteur Robert De Niro. Une des raisons avancées pour sa création est la volonté de redynamiser le quartier de Tribeca, proche du World Trade Center, à la suite des attentats du 11 septembre 2001.
C’est un festival de cinéma indépendant organisé par le Tribeca Film Institute (en), organisme sans but lucratif fondé la même année par le trio. Des courts métrages, documentaires et récits ainsi que des films familiaux sont programmés.
En 2009, Rosenthal, Hatkoff et De Niro sont nommés 14e sur la liste des 25 meilleurs philanthropes du monde éditée par Barron's. Le journal rappelle leur rôle dans la mise en valeur de Tribeca après le 11 septembre et précise que les retombées économiques du premier festival, organisé en 2003, sont estimées à 50 millions de dollars.

## Programme
- World Narrative Competition
- World Documentary Competition
- Short Film Competition
- Gala Screenings
- Special Screenings
- Spotlight
- Midnight Screenings
- Restored Classics
- Best of New York (présidé par Martin Scorsese)
- Family Festival (1 jour)

## Prix décernés
World Narrative Competition :
- Meilleur film (Best Narrative Feature)
- Meilleur nouveau réalisateur (Best New Narrative Filmmaker)
- Meilleur acteur (Best Actor in a Narrative Feature Film)
- Meilleure actrice (Best Actress in a Narrative Feature Film)
- Meilleur film documentaire (Best Documentary Feature)
- Meilleur nouveau réalisateur de film documentaire (Best New Documentary Filmmaker)

Short Film Competition :
- Meilleur court métrage (Best Narrative Short)
- Meilleur court métrage documentaire (Best Documentary Short)

Best of New York :
- Meilleur film (Best Narrative Feature)
- Meilleur film documentaire (Best Documentary Feature)

Autres :
- Student Visionary Award

## Palmarès

### World Narrative Competition

#### Meilleur film
- 2002 : Roger Dodger (Roger Dodger) de Dylan Kidd
- 2003 : Blind Shaft de Li Yang
- 2004 : Green Hat (en) de Liu Fendou (en)
- 2005 : Stolen Life de Li Shaohong
- 2006 : Iluminados por el fuego (en) de Tristán Bauer (en)
- 2007 : My Father, My Lord (Hofshat Kaits) de David Volach
- 2008 : Let the Right One In (Låt den rätte komma in) de Tomas Alfredson
- 2009 : About Elly (درباره الی, Darbāreye Elly) d'Asghar Farhadi
- 2010 : When We Leave (Die Fremde) de Feo Aladag
- 2011 : She Monkeys de Lisa Aschan
- 2012 : War Witch de Kim Nguyen
- 2013 : The Rocket de Kim Mordaunt[3]
- 2014 : Zero Motivation de Talya Lavie[4]
- 2015 : Fúsi de Dagur Kári
- 2016 : Junction 48 de Udi Aloni
- 2017 : Son of Sofia (Ο γιος της Σοφίας) de Elina Psykou

#### Meilleur nouveau réalisateur
- 2002 : Eric Eason (en) pour Manito
- 2003 : Valeria Bruni Tedeschi pour Il est plus facile pour un chameau...
- 2004 : Liu Fendou (en) pour Green Hat (en)
- 2005 : Alicia Scherson pour Play
- 2006 : Marwan Hamed pour The Yacoubian Building
- 2007 : Enrique Begne pour Two Embraces
- 2008 : Huseyin Karabey pour My Marlon and Brando
- 2009 : Rune Denstad Langlo pour North (en)
- 2010 : Kim Chapiron pour Dog Pound
- 2011 : Park Jungbum pour The Journals of Musan
- 2012 : Lucy Mulloy pour Una noche
- 2013 : Emanuel Hoss-Desmarais pour Whitewash
- 2014 : Josef Wladyka pour Manos Sucias [4]
- 2015 : Men Go to Battle de Zachary Treitz
- 2017 : Rachel Israel pour Keep the Change

#### Meilleur acteur du film narratif
- 2003 : (ex aequo) Igor Bareš dans Výlet et Ohad Knoller dans Yossi & Jagger (יוסי וג'אגר)
- 2004 : Ian Hart dans Blind Flight (en)
- 2005 : Cees Geel dans Simon
- 2006 : Jürgen Vogel dans Der freie Wille
- 2007 : Lofti abdelli dans Making Of. (Akher film)
- 2008 : Thomas Turgoose et Piotr Jagiello dans Somers Town
- 2009 : Ciarán Hinds dans The Eclipse (en)
- 2010 : Éric Elmosnino dans Gainsbourg, vie héroïque
- 2011 : Ramadhan « Shami » Bizimana dans Grey Matter (Matière grise)
- 2012 : (ex aequo) Dariel Arrechada et Javier Nuñez Florian dans Una noche
- 2013 : Sitthiphon Disamoe dans The Rocket
- 2014 : Paul Schneider dans Goodbye to All That (en)[4]
- 2015 : Gunnar Jónsson dans Fúsi
- 2017 : Guillermo Pfening dans Nobody's Watching

#### Meilleure actrice du film narratif
- 2003 : Valeria Bruni Tedeschi dans Il est plus facile pour un chameau...
- 2004 : Fernanda Montenegro dans L'Autre côté de la rue (O Outro Lado da Rua)
- 2005 : Felicity Huffman dans Transamerica
- 2006 : Eva Holubová (en) dans Holiday Makers
- 2007 : Marina Hands dans Lady Chatterley
- 2008 : Eileen Walsh dans Eden
- 2009 : Zoe Kazan dans The Exploding Girl
- 2010 : Sibel Kekilli dans When We Leave (Die Fremde)
- 2011 : Carice van Houten dans Black Butterflies
- 2012 : Rachel Mwanza dans War Witch
- 2013 : Veerle Baetens dans The Broken Circle Breakdown
- 2013 : Valeria Bruni Tedeschi dans Les Opportunistes (Human Capital)[4]
- 2015 : Hannah Murray dans Bridgend
- 2016 : Radhika Apte dans Madly
- 2017 : Marie Leuenberger dans Les Conquérantes

#### Meilleur film documentaire
- 2002 : Chiefs de Daniel Junge
- 2003 : A Normal Life d'Elizabeth Chai Vasarhelyi (en) et Hugo Berkeley
- 2004 : (ex aequo) Arna's Children (הילדים של ארנה) de Danniel Danniel (en) et Juliano Mer-Khamis et The Man Who Stole My Mother's Face de Cathy Henkel
- 2005 : El Perro Negro: Stories from the Spanish Civil War de Péter Forgács
- 2006 : The War Tapes (en) de Deborah Scranton (en)
- 2007 : Taxi to the Dark Side d'Alex Gibney
- 2008 : Pray the Devil Back to Hell de Gini Reticker
- 2009 : Racing Dreams (en) de Marshall Curry (en)
- 2010 : Monica & David (en) d'Alexandra Codina
- 2011 : Bombay Beach d'Alma Har'el
- 2012 : The World Before Her de Nisha Pahuja
- 2013 : The Kill Team de Dan Krauss
- 2014 : Point and Shoot de Marshall Curry
- 2015 : Democrats, de Camilla Nielsson
- 2017 : Bobbi Jene, de Elvira Lind
- 2024 : Hacking Hate de Simon Lose avec My Vingren

#### Meilleur réalisateur du film documentaire
- 2004 : Paulo Sacramento pour The Prisoner of the Iron Bars: Self-Portraits
- 2005 : Jeff Zimbalist (en) et Matt Mochary pour Favela Rising (en)
- 2006 : Pelin Esmer pour The Play
- 2007 : Vardan Hovhannisyan (en) pour A Story of People in War and Peace (en)
- 2008 : Carlos Carcass pour Old Man Bebo
- 2009 : Ian Olds pour Fixer: The Taking of Ajmal Naqshbandi (en)
- 2010 : Clio Barnard pour The Arbor
- 2011 : Pablo Croce pour Like Water
- 2013 : Sean Dunne pour Oxyana
- 2014 : Alan Hicks pour Keep On Keepin' On[4]
- 2015 : Ewan McNicol et Anna Sandilands pour Uncertain
- 2017 : Sarita Khurana et Smriti Mundhra pour A Suitable Girl

### Short Film Competition

#### Meilleur court métrage
- 2002 : Bamboleho de Luis Prieto (en)
- 2004 : Shock Act de Seth Grossman
- 2005 : Cashback de Sean Ellis
- 2006 : The Shovel de Nick Childs
- 2007 : The Last Dog in Rwanda de Jens Assur
- 2008 : New Boy de Steph Green
- 2009 : The North Road de Carlos Chahine
- 2010 : Father Christmas Doesn't Come Here de Bekhi Sibiya
- 2013 : The Nightshift Belongs to the Stars d'Edoardo Ponti
- 2014 : The Phone Call de Mat Kirkby[4]
- 2015 : Listen de Hamy Ramezan et Rungano Nyoni

#### Meilleur court métrage documentaire
- 2002 : All Water Has a Perfect Memory de Natalia Almada
- 2003 : Milton Rogovin: The Forgotten Ones de Harvey Wang
- 2004 : Sister Rose's Passion d'Oren Jacoby
- 2005 : The Life of Kevin Carter de Dan Krauss
- 2006 : Native New Yorker de Steve Bilich
- 2007 : A Son’s Sacrifice de Yoni Brook
- 2008 : Mandatory Service de Jessica Habie
- 2009 : Home de Mathew Faust
- 2010 : White Lines and the Fever: The Death of DJ Junebug de Travis Senger
- 2014 : One Year Lease de Brian Bolster[4]
- 2015 : Body Team 12 de David Darg

### Best of New York

#### Meilleur film
- 2004 : The Time We Killed de Jennifer Todd Reeves
- 2005 : Red Doors de Georgia Lee (en)
- 2006 : The Treatment de Oren Rudavsky (en)
- 2007 : The Education of Charlie Banks de Fred Durst
- 2008 : The Caller de Richard Ledes (en)
- 2009 : Here and There de Darko Lungulov
- 2010 : Monogamy (en) de Dana Adam Shapiro (en)

#### Meilleur film documentaire
- 2004 : Kill Your Idols de Scott Crary
- 2005 : Rikers High de Victor Buhler
- 2006 : When I Came Home de Dan Lohaus
- 2007 : A Walk into the Sea: Danny Williams and The Warhol Factory d'Esther Robinson
- 2008 : Zoned In de Daniela Zanzotto
- 2009 : Partly Private de Danae Elon
- 2010 : The Woodmans de C. Scott Willis

### Student Visionary Award
- 2004 : Independent Lens (en) (American Made) de Sharat Raju
- 2005 : Dance Mania Fantastic de Sasie Sealy
- 2006 : Dead End Job de Samantha Davidson Green
- 2007 : Good Luck Nedim de Marko Santic, et Someone Else's War de Lee Wang
- 2008 : Elephant Garden de Sasie Sealy
- 2009 : Small Change d'Anna McGrath
- 2010 : Some boys don't leave de Maggie Kiley
- 2013 : Life Doesn't Frighten Me de Stephen Dunn
- 2014 : Nesma's Bird de Najwan Ali et Medoo Ali[4]
- 2015 : Catwalk de Ninja Thyberg